# Hudson (oprogramowanie)
Hudson – serwer ciągłej integracji napisany w Javie.
Skromną bazową funkcjonalność Hudsona (wsparcie dla CVS, SVN i Mavena) można było rozszerzać przy użyciu wtyczek, których jest około trzysta.
Program został laureatem Duke's Choice Award na konferencji JavaOne  w 2008 w kategorii narzędzi wspomagających tworzenie oprogramowania.
W 2011 roku, po konflikcie programistów i społeczności z Oracle, powstał alternatywny projekt Jenkins. Przez parę lat Oracle wydawał nowe wersje Hudsona niezależnie od Jenkinsa. W 2016 została wydana ostatnia wersja Hudsona. Natomiast na początku 2020 roku wyłączono witrynę Hudsona.